# Thomas Chatterton Williams

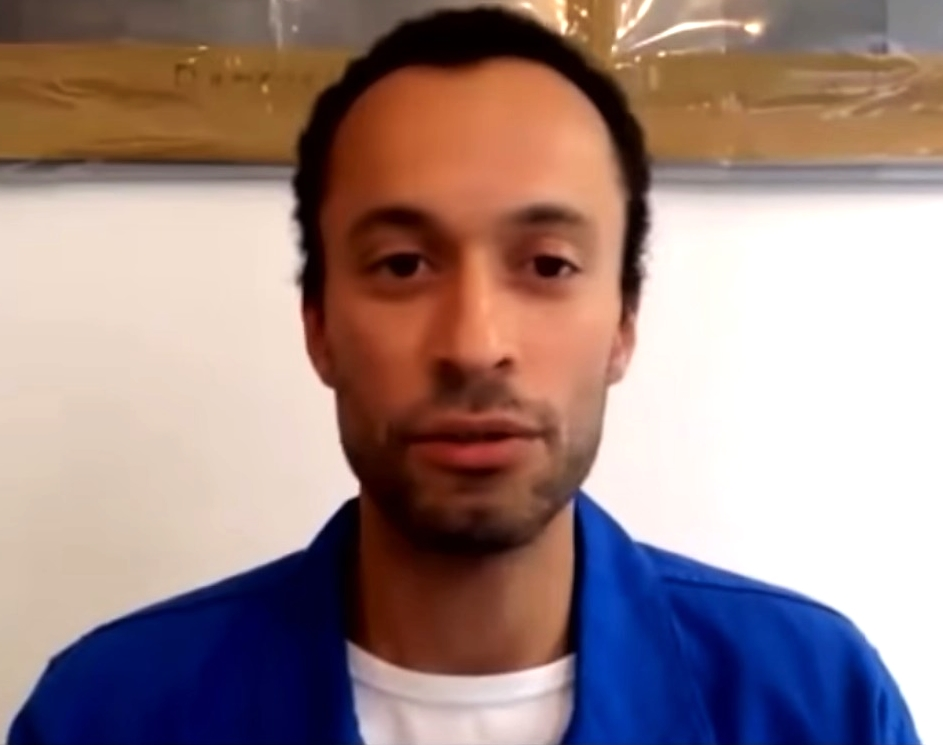
Thomas Chatterton Williams

Thomas Chatterton Williams (* 1981 in Newark, New Jersey) ist ein US-amerikanischer Kulturkritiker und Autor. Zudem schreibt er für das The New York Times Magazine, das sonntägliche Supplement der New York Times.
Er ist New America Fellow 2019 und Empfänger des Berlin Prize.

## Leben
Thomas Chatterton Williams ist der Sohn eines Afroamerikaners, Clarence Williams, und einer Weißen, Kathleen.  Er wurde nach dem englischen Dichter Thomas Chatterton benannt. Er wuchs in Fanwood, New Jersey, auf und besuchte die Union Catholic Regional High School in Scotch Plains. Williams absolvierte die Georgetown University mit einem Bachelor-Abschluss in Philosophie. Er absolvierte auch einen Master-Abschluss des Programms für kulturelle Berichterstattung und Kritik der New York University.
Im Jahr 2010 veröffentlichte Williams sein erstes Buch, Losing My Cool: How a Father's Love und 15,000 Books Beat Hip-Hop Culture.
Williams veröffentlichte am 15. Oktober 2019 sein zweites Buch, Self-Portrait in Black and White: Unlearning Race.
Williams ist Autor beim The New York Times Magazine. Er ist ein New America Fellow von 2019 und ein Träger des Berlin Prize.
Im Jahr 2020 schrieb er den ersten Entwurf von „A Letter on Justice and Open Debate“, einem offenen Brief im Harper’s Magazine, der von 152 Persönlichkeiten des öffentlichen Lebens unterzeichnet wurde. Es kritisierte, was sich unter anderem in Cancel Culture ausdrücke, sei eine Kultur der „Intoleranz gegenüber vom Mainstream abweichenden Ansichten“.

## Privatleben
Williams heiratete 2011 in Frankreich die französische Journalistin und Autorin Valentine Faure. Er lebt mit Faure und ihren beiden Kindern in Paris.

## Werke
- Self-Portrait in Black and White: Unlearning Race. W. W. Norton & Company, 2019, ISBN 978-0-393-60886-1.
  - Selbstporträt in Schwarz und Weiß. Unlearning Race. Übersetzung Dominik Fehrmann. Berlin : Tiamat, 2021
- Losing My Cool: How a Father's Love and 15,000 Books Beat Hip-Hop Culture. The Penguin Press, 2010, ISBN 978-1-59420-263-6.